# لويزا البريطانية
لويز من بريطانيا العظمى (في الأصل لويزا؛ 18 ديسمبر [بالتقويم القديم: 7 ديسمبر] 1724 - 19 ديسمبر 1751)؛ كانت ملكة الدنمارك والنرويج منذ عام 1746 وحتى وفاتها باعتبارها الزوجة الأولى للملك فريديريك الخامس، هي الابنة الصغرى لوالديها جورج الثاني ملك بريطانيا العظمى وكارولين من براندنبورغ-أنسباخ الذين وصلوا تحت سن البلوغ.
تم ترتيب الزواج بين لويز وفريديريك الخامس ملك الدنمارك لأسباب سياسية فقط (بحيث أراد وزراء الملك جورج الدعم الدنماركي في النزاعات مع بروسيا)؛ على الرغم من أن الزواج كان مرتبًا، إلا أن الزوجين كانا على علاقة جيدة على الأقل خلال السنوات الأولى من الزواج. كانت لويزا التي شجعت أداء على الممثلين والموسيقيين أصبحت شخصية مشهورة في البلاط الدنماركي على الرغم من أنها لم تمارس تأثيرًا كبيرًا على عملية صنع القرار لزوجها.

## الذرية
- كريستيان (7 يوليو 1745؛ كوبنهاغن - 3 يونيو 1747؛ فريديريكسبورغ)؛ توفي صغيراً.
- صوفي ماغدالينه (3 يوليو 1746 - 21 أغسطس 1813)؛ تزوجت من غوستاف الثالث ملك السويد، لهم ذرية.
- فيلهلمينه كارولينه (10 يوليو 1747 - 14 يناير 1820)؛ تزوجت من فيلهلم الأول ناخب هسن، لهم ذرية.
- كريستيان السابع ملك الدنمارك والنرويج (29 يناير 1749 – 13 مارس 1808)؛ خليفه والده، تزوج من ابنة خاله كارولين ماتيلدا البريطانية، لهم ذرية.
- لويز (20 يناير 1750 - 12 يناير 1831)؛ تزوجت من ابن خالتها كارل أمير هسن-كاسل، لهم ذرية بما في ذلك ماري صوفي ملكة الدنمارك والنرويج قرينة ابن خالها الملك فريدريك السادس (حفيدها)، وكذلك لويزه كارولينه والدة كريستيان التاسع ملك الدنمارك.